# Козиков, Фёдор Александрович
Фёдор Алекса́ндрович Ко́зиков (8 июня 1896, Троицкий Посад, Козьмодемьянский уезд, Казанская губерния, Российская империя — 5 сентября 1968, Златоуст-36, Челябинская область, РСФСР, СССР) — советский государственный и хозяйственный деятель. Председатель колхоза «Смена» с. Коротни Горномарийского района Марийской АССР (1946—1955). Депутат Верховного Совета СССР III созыва (1950—1954). Участник Гражданской войны в России (1918—1920). Член ВКП(б) с 1937 года.

## Биография
Родился 8 июня 1896 года в с. Троицкий Посад ныне Горномарийского района Марий Эл в бедной крестьянской семье. Образование — 4 класса.
В 1915 году призван в Русскую императорскую армию. В 1918—1920 годах — участник Гражданской войны на стороне красных.
С 1932 года председатель колхозов в Горномарийском районе Марийской автономной области / Марийской АССР: имени Михайлова, с 1938 года  — «Пионер-судостроитель», зав. районным земельным отделом. В 1946–1955 годах — председатель орденоносного колхоза «Смена» с. Коротни Горномарийского района Марийской АССР. В 1948 году стал автором брошюры «Пятилетка колхоза “Смена”» (записал С. Захаров).
В 1937 году вступил в ВКП(б). В 1950—1954 годах избирался депутатом Верховного Совета СССР III созыва.
Награждён орденами Трудового Красного Знамени (дважды), Красного Знамени, медалями и почётными грамотами Президиумов Верховных Советов Марийской АССР (трижды).
Ушёл из жизни 5 сентября 1968 года в Златоусте-36 (ныне Трёхгорный) Челябинской области.

## Награды
- Орден Трудового Красного Знамени (1946, 1948)[2]
- Орден Красного Знамени (1967, в связи с 50-летием советской власти)[2]
- Почётная грамота Президиума Верховного Совета Марийской АССР (1943, 1944, 1946)[2]